# Mayaphaenops
Mayaphaenops is een geslacht van kevers uit de familie van de loopkevers (Carabidae). De wetenschappelijke naam van het geslacht is voor het eerst geldig gepubliceerd in 1977 door Vigna Taglianti.

## Soorten
Het geslacht Mayaphaenops is monotypisch en omvat slechts de volgende soort:
- Mayaphaenops sbordonii Vigna Taglianti, 1977